# 梁化国家森林公园
梁化国家森林公园位于广东省惠州市梁化镇，2018年11月被评为国家3A级旅游景区。

## 荣誉
广东旅游名镇